# 615214 Molnarkristian
615214 Molnarkristian este o planetă minoră (asteroid) din centura de asteroizi. A fost descoperită pe 17 august 2002 la Observatorul Palomar de Near Earth Asteroid Tracking. 
Obiectul prezintă o orbită caracterizată de o semiaxă mare de 2,5751739233927 UAi, o excentricitate de 0,22759400439807, o înclinație de 1,5620696537383 ° în raport cu ecliptica.